# کاسترو ولی (کالیفرنیا)
کاسترو ولی، کالیفرنیا (به انگلیسی: Castro Valley) یک سکونتگاه مسکونی و شهرک در کالیفرنیا است که در شهرستان آلامدا، کالیفرنیا واقع شده‌است.

## خصوصیات
کاسترو ولی ۴۳٫۸۱۹ کیلومترمربع مساحت و ۶۱٬۳۸۸ نفر جمعیت دارد و ۴۹٫۰۷ متر بالاتر از سطح دریا واقع شده‌است.